# Weird Western Tales
Weird Western Tales (deutsch etwa Eigenartige Western-Geschichten) ist der Titel eines Comicmagazins, das der US-amerikanische Verlag DC Comics zwischen Juni/Juli 1972 und August 1980 veröffentlichte. Das Magazin beinhaltete Geschichten, die sich dem Wild-West-Thema auf eine ungewöhnliche Art neu annäherten oder dieses mit anderen Genres zu ungewohnten Mischformen verquickten.

## Inhalt
Zu den Serien, die innerhalb von Weird Western Tales erschienen, zählten die Geschichten um den Indianer Scalphunter, die Revolverheldin Cinnamon und die Abenteuer des Kopfgeldjägers Jonah Hex. Letzterer war Titelfigur und trat bereits in den letzten beiden Heften von All-Star Western auf. Als er nach Heft #38 eine eigene Serie erhielt, wurde er von der neuen Serie Scalphunter abgelöst.
Scalphunter (dt. Skalpjäger) ist eine Serie, die ab Weird Western Tales #39 enthalten war. Sie erzählt Geschichten um den Indianerkrieger Ke-Woh-No-Tay (Er der weniger als ein Mensch ist), genannt Scalphunter, einen weißen Mann namens John Savage, der als Junge von Kiowa-Indianern verschleppt und in deren Gemeinschaft aufgenommen wurde, wo er zu einem ihrer größten Krieger herangezogen wurde. In traditioneller Indianerkleidung, ausgerüstet mit traditioneller indianischer Bewaffnung und seine weiße Abstammung durch eine komplexe Kriegsbemalung verbergend, erlebt Savage – der sich selbst als Indianer sieht – traditionelle Western-Abenteuer wie Büffeljagden und Auseinandersetzungen mit weißen Siedlern und Desperados, denen er das Handwerk legt. Sein Markenzeichen ist dabei der Verzicht auf Schusswaffen. Im Laufe der Scalphunter-Geschichten kehrt Savage schließlich in die Gesellschaft der Weißen zurück und wird zum Sheriff der Frontier City Opal City.

## Veröffentlichungsgeschichte
Das Magazin erreichte in knapp acht Jahren Laufzeit insgesamt 59 Ausgaben. Die erste Ausgabe trug die Nummer 12, da Weird Western Tales die Nummerierung des zuvor eingestellten Westernmagazins All-Star Western aufgriff und fortführte. Der neue Titel mit dem Adjektiv „weird“ war vom Erfolg der Schwesterserie Weird War Tales, die Kriegscomics enthält, inspiriert. Von 1972 bis 1978 erschien Weird Western Tales in einem zweimonatlichen Rhythmus, dann, in seinen letzten zwei Erscheinungsjahren von 1978 bis 1980, beginnend mit der Nummer 49 vom November 1978, monatlich.
2001 griff DC den Titel Weird Western Tales auf und veröffentlichte unter ihm eine vierteilige Miniserie.
Zu den Autoren, die an Weird Western Tales arbeiteten, zählen unter anderem John Albano, Cary Bates, Gerry Conway und Michael Fleisher. Als Zeichner waren für die Serie unter anderem Neal Adams, Dick Ayers, Tony DeZuniga und Luis Dominguez tätig.